# Leucèmia
La leucèmia (del grec Leukos, "blanc"; aima, "sang") és un càncer de la sang o medul·la òssia i és caracteritzat per una proliferació anormal (producció per multiplicació) de cèl·lules sanguínies, normalment glòbuls blancs (leucòcits). La leucèmia és un terme ample que cobreix un espectre de malalties. En canvi, forma part del grup, fins i tot més ampli, dels anomenats càncers hematològics.
A Girona, la incidència percentual sobre el total de càncers és del 2,7%; per a homes al voltant del 2,5%.
L'edat és un factor de risc important. El 2012, tan sols el 4,94% de les defuncions per leucèmia als Estats Units es produïren en persones de menys de 35 anys, mentre que el 74,30% es produïren en individus de 65 anys o més.

## Classificació
La leucèmia se subdivideix clínicament i patològicament en alguns grans grups. La primera divisió és entre les seves formes agudes i cròniques:
- La leucèmia aguda es caracteritza per l'augment ràpid de cèl·lules sanguínies immadures. Aquest augment fa que la medul·la òssia sigui incapaç de produir cèl·lules sanguínies sanes. Les formes agudes de leucèmia poden ocórrer en nens i adults joves. (De fet, és la causa més comuna de mort infantil als EUA per damunt de qualsevol altre tipus de malaltia maligna). Exigeix un tractament immediat per evitar la difusió d'aquestes cèl·lules a tota la sang i a altres òrgans. La implicació del sistema nerviós central (SNC) és inusual, encara que la malaltia pot ocasionalment provocar paràlisis de nervis cranials.

- La leucèmia crònica es caracteritza per l'excessiva proliferació de cèl·lules sanguínies relativament madures, però encara anormals. L'evolució és de mesos a anys, les cèl·lules es produeixen en una proporció més alta que les cèl·lules normals, ocasionant molts leucòcits anormals a la sang. La leucèmia crònica apareix principalment en persones de més edat, però teòricament pot aparèixer en qualsevol grup d'edat. Mentre que la leucèmia aguda s'ha de tractar immediatament, les formes cròniques a vegades es controlen durant un temps abans del tractament per assegurar la màxima eficàcia de la teràpia.

Addicionalment, les malalties se subdivideixen segons quina classe de cèl·lula sanguínia és afectada. Aquesta divisió classifica les leucèmies en:
- En les leucèmies limfoides, el canvi cancerós esdevé en un tipus de cèl·lula de la medul·la que normalment passa a formar limfòcits.
- En leucèmies mieloides, el canvi cancerós esdevé en un tipus de cèl·lula de medul·la que normalment passa a formar glòbuls vermells, alguns tipus de glòbuls blancs, i plaquetes.

La combinació d'aquestes dues classificacions es destina un total de quatre categories principals:
| Tipus cel·lular                   | Aguda                              | Crònica                            |
| --------------------------------- | ---------------------------------- | ---------------------------------- |
| Leucèmia limfoide (o "limfàtica") | Leucèmia aguda limfoblàstica (LAL) | Leucèmia limfocítica crònica (LLC) |
| Leucèmia mieloide (o "mielògena") | Leucèmia aguda mieloblàstica (LAM) | Leucèmia mieloide crònica (LMC)    |

## Símptomes
L'afectació de la medul·la òssia, a manera de desplaçament de les cèl·lules de la medul·la òssia normal amb més glòbuls blancs immadurs, es tradueix en:
1. Una manca de plaquetes a la sang, poden dur fàcilment a la producció de blaus, sagnat excessiu (en la menstruació, per exemple), o el desenvolupament de petites hemorràgies (Petèquia|petèquies).
2. Els glòbuls blancs, poden estar disminuïts o disfuncionals. Això comporta una immunodeficiència dels pacients, presentant infeccions freqüents, que van des de l'amigdalitis, aftes a la boca, diarrea, pneumònia a altres infeccions oportunistes, en perill de la vida.
3. La deficiència de glòbuls vermells condueix a l'anèmia (que pot provocar dispnea).

Altres poden presentar altres símptomes. Aquests símptomes poden incloure nàusees, com ara tenir febre, calfreds, suors nocturnes i altres símptomes semblants a la grip, o sensació de fatiga. Alguns pacients presenten nàusees o sensació de plenitud a causa d'un engrandiment del fetge i la melsa, el que pot resultar en la pèrdua de pes involuntària. Si les cèl·lules leucèmiques envaeixen el sistema nerviós central, poden aparèixer els símptomes neurològics (sobretot mal de cap).

## Pronòstic
A Catalunya, les taxes de mortalitat (x 100.000 hab.; i en % sobre el total de càncers per sexe; estandarditzades segons sexe, 2018) són: 3,87 dones; 7,20 homes; 5,27 total; 3,45% en dones; 3,05% en homes.